# ۱۶ (پیش از میلاد)
۱۶ (پیش از میلاد) ۱۶مین سال قبل از تقویم میلادی است.